# گیلرمو ریوراس
گیلرمو ریوراس (اسپانیایی: Guillermo Riveros‎؛ ۱۰ فوریهٔ ۱۹۰۲ – ۸ اکتبر ۱۹۵۹) یک بازیکن فوتبال اهل شیلی بود.

## تیم ملی
وی همچنین در تیم ملی فوتبال شیلی بازی کرده است.

## جستار های وابسته
- گیلرمو ساودرا
- گیلرمو ریوراس
- گیلرمو آریانو
- گلیرمو سابایبر